# Ferrière-la-Grande
Pour les articles homonymes, voir Ferrière.
Ferrière-la-Grande est une commune française située dans le département du Nord (59), en région Hauts-de-France.
Ferrière-la-Grande adhère à l'Agglomération Maubeuge Val de Sambre, qui fait partie de l'unité urbaine de Maubeuge.

## Géographie

### Le cadre géographique

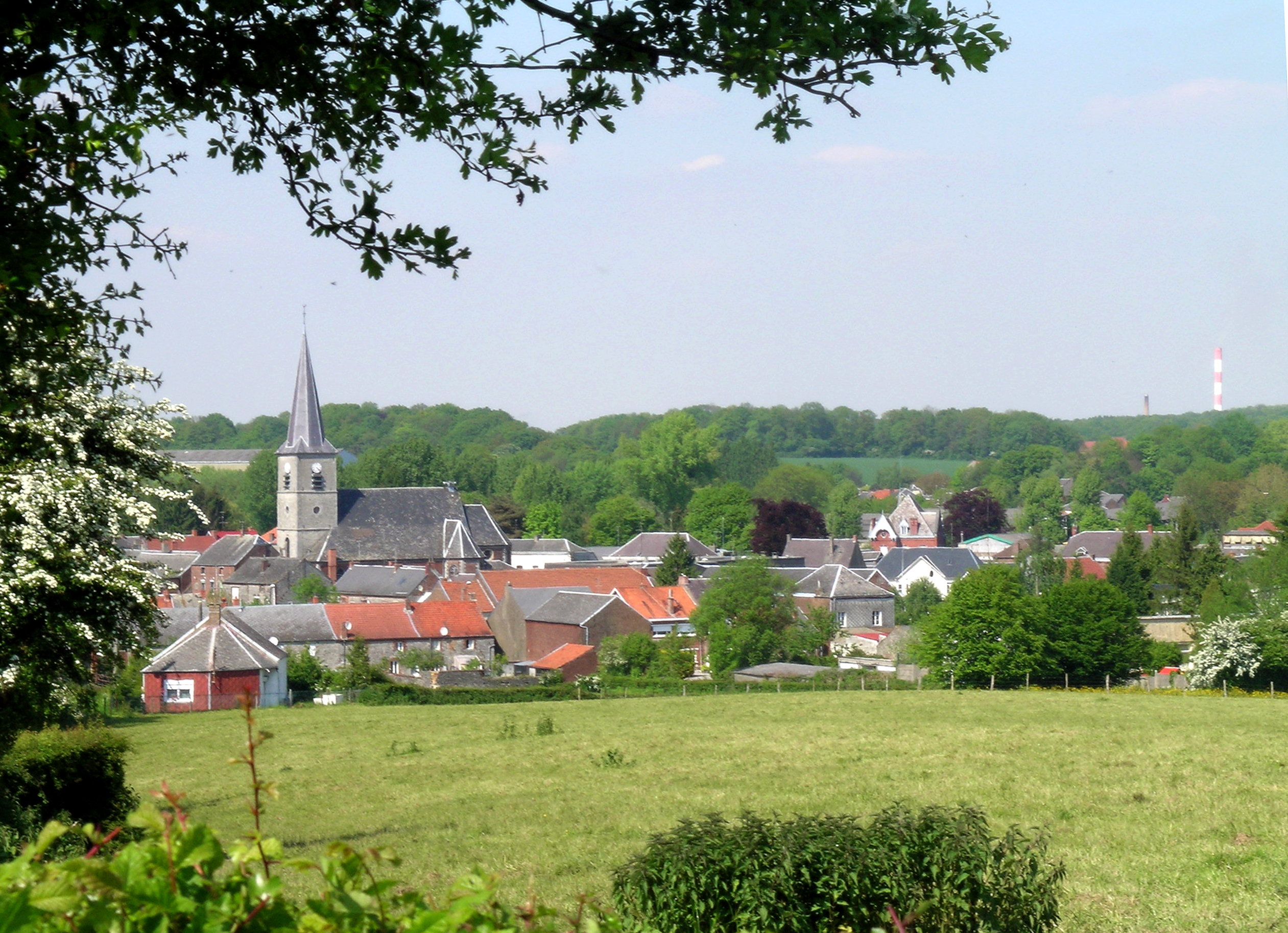
Le noyau rural.

Ferrière-la-Grande se situe au sud de Maubeuge et est arrosée par la Solre qui est un affluent de rive droite de la Sambre.
La ville est traversée par la D 938 qui va de Maubeuge, son chef-lieu de canton, à Cousolre.
Commune urbaine, elle fait partie par sa trame urbaine continue de l'unité urbaine de Maubeuge qui forme la cinquième agglomération urbaine dans le département du Nord.

### Communes limitrophes
| Maubeuge | Rousies            | Cerfontaine        |
| Louvroil | Ferrière-la-Grande | Ferrière-la-Petite |
| Beaufort |                    | Damousies          |

### Hydrographie

#### Réseau hydrographique
La commune est située dans le bassin Artois-Picardie. Elle est drainée par le ruisseau Des Besaces, la Radiève et le Blanc Rieu,,.
La Solre, d'une longueur de 22 km, prend sa source dans la commune de Solre-le-Château et se jette  dans la Sambre canalisée à Rousies, après avoir traversé dix communes. Les caractéristiques hydrologiques de la Solre sont données par la station hydrologique située sur la commune. Le débit moyen mensuel est de 1,36 m3/s. Le débit moyen journalier maximum est de 33,1 m3/s, atteint lors de la crue du 21 juillet 1980. Le débit instantané maximal est quant à lui de 54,8 m3/s, atteint le 1er juillet 1980.

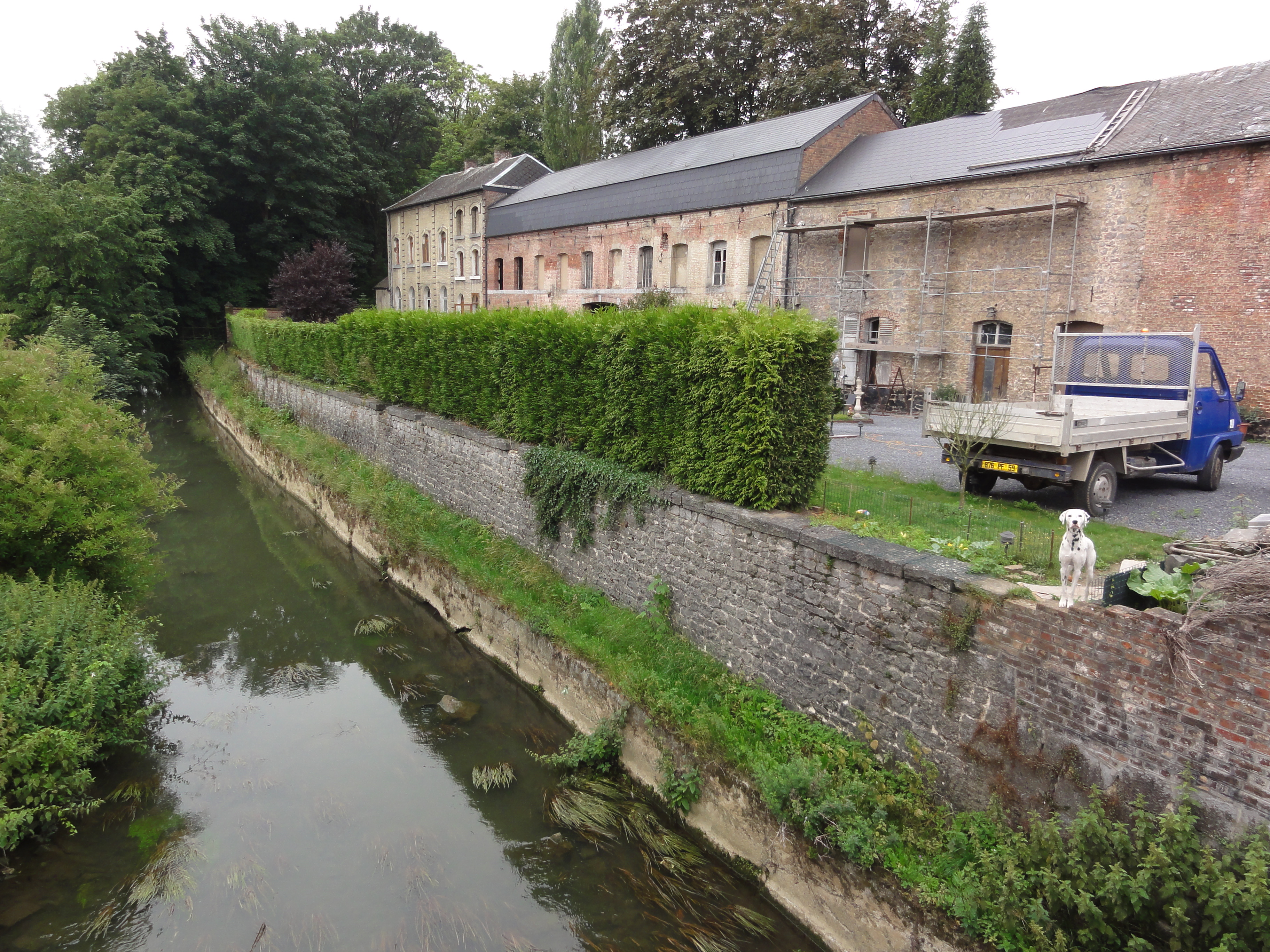
La Solre à Ferrière-la-Grande.
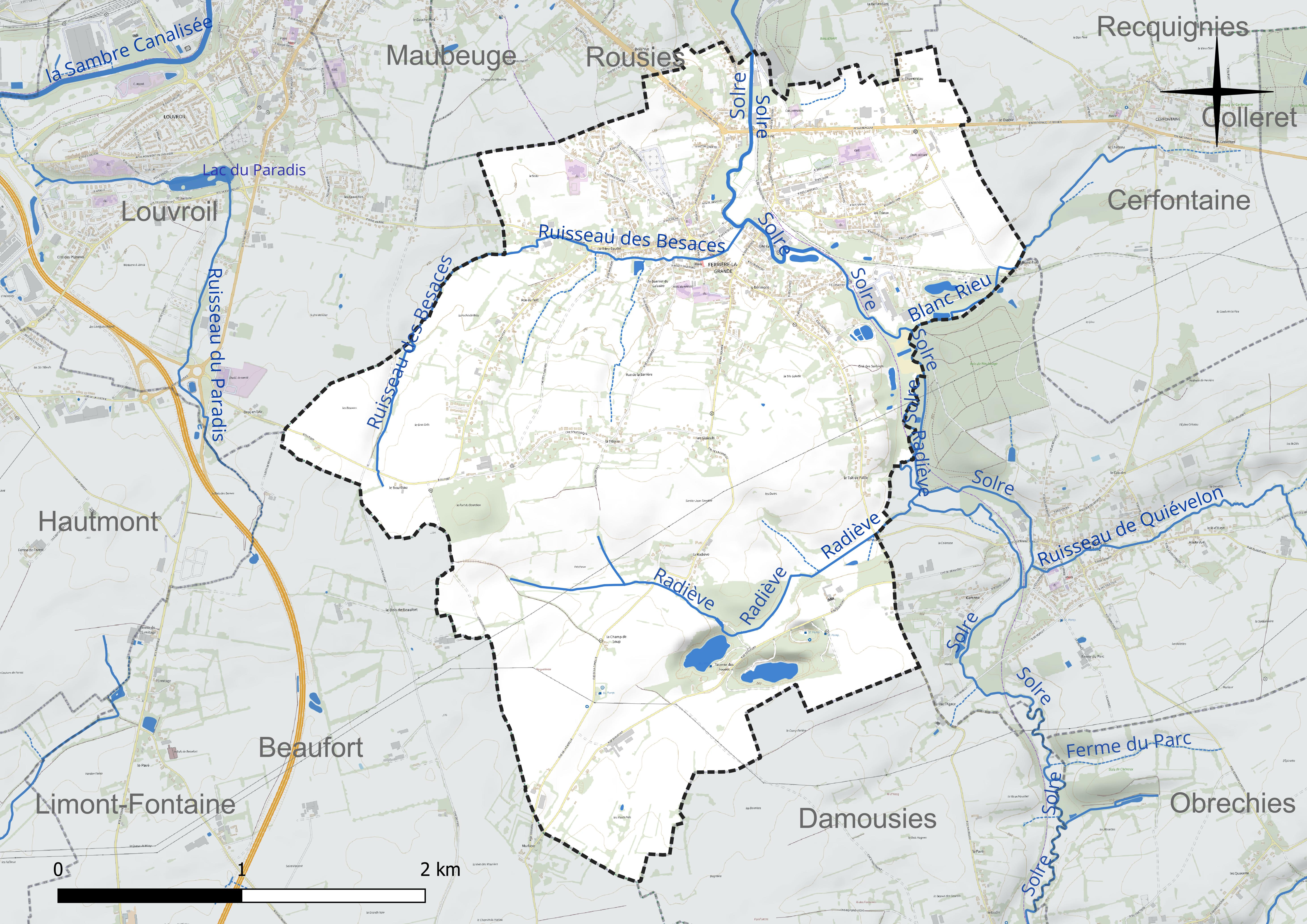
Réseau hydrographique de Ferrière-la-Grande.

#### Gestion et qualité des eaux
Le territoire communal est couvert par le schéma d'aménagement et de gestion des eaux (SAGE) « Sambre ». Ce document de planification concerne un territoire de 1 253 km2 de superficie, délimité par le bassin versant de la Sambre. Le périmètre a été arrêté le 1er novembre 2003 et le SAGE proprement dit a été approuvé le 21 septembre 2012, puis modifié le 18 août 2022. La structure porteuse de l'élaboration et de la mise en œuvre est le syndicat mixte du Parc naturel régional de l'Avesnois.
La qualité des cours d'eau peut être consultée sur un site dédié géré par les agences de l'eau et l'Agence française pour la biodiversité.

### Climat
Pour des articles plus généraux, voir Climat des Hauts-de-France et Climat du Nord.
En 2010, le climat de la commune est de type climat des marges montargnardes, selon une étude du CNRS s'appuyant sur une série de données couvrant la période 1971-2000. En 2020, Météo-France publie une typologie des climats de la France métropolitaine dans laquelle la commune est exposée à un climat océanique altéré et est dans la région climatique Nord-est du bassin Parisien, caractérisée par un ensoleillement médiocre, une pluviométrie moyenne régulièrement répartie au cours de l'année et un hiver froid (3 °C).
Pour la période 1971-2000, la température annuelle moyenne est de 10 °C, avec une amplitude thermique annuelle de 15,1 °C. Le cumul annuel moyen de précipitations est de 870 mm, avec 12,6 jours de précipitations en janvier et 9,5 jours en juillet. Pour la période 1991-2020, la température moyenne annuelle observée sur la station météorologique la plus proche, située sur la commune de Saint-Hilaire-sur-Helpe à 15 km à vol d'oiseau, est de 10,5 °C et le cumul annuel moyen de précipitations est de 802,4 mm,. Pour l'avenir, les paramètres climatiques de la commune estimés pour 2050 selon différents scénarios d'émission de gaz à effet de serre sont consultables sur un site dédié publié par Météo-France en novembre 2022.

## Urbanisme

### Typologie
Au 1er janvier 2024, Ferrière-la-Grande est catégorisée ceinture urbaine, selon la nouvelle grille communale de densité à sept niveaux définie par l'Insee en 2022.
Elle appartient à l'unité urbaine de Maubeuge (partie française), une agglomération internationale regroupant 22  communes, dont elle est une commune de la banlieue,,. Par ailleurs la commune fait partie de l'aire d'attraction de Maubeuge (partie française), dont elle est une commune de la couronne,. Cette aire, qui regroupe 65 communes, est catégorisée dans les aires de 50 000 à moins de 200 000 habitants,.

### Occupation des sols
L'occupation des sols de la commune, telle qu'elle ressort de la base de données européenne d'occupation biophysique des sols Corine Land Cover (CLC), est marquée par l'importance des territoires agricoles (67 % en 2018), une proportion sensiblement équivalente à celle de 1990 (67,5 %). La répartition détaillée en 2018 est la suivante : terres arables (34,3 %), prairies (32,2 %), zones urbanisées (28,1 %), forêts (4,9 %), zones agricoles hétérogènes (0,6 %). L'évolution de l'occupation des sols de la commune et de ses infrastructures peut être observée sur les différentes représentations cartographiques du territoire : la carte de Cassini (XVIIIe siècle), la carte d'état-major (1820-1866) et les cartes ou photos aériennes de l'IGN pour la période actuelle (1950 à aujourd'hui).

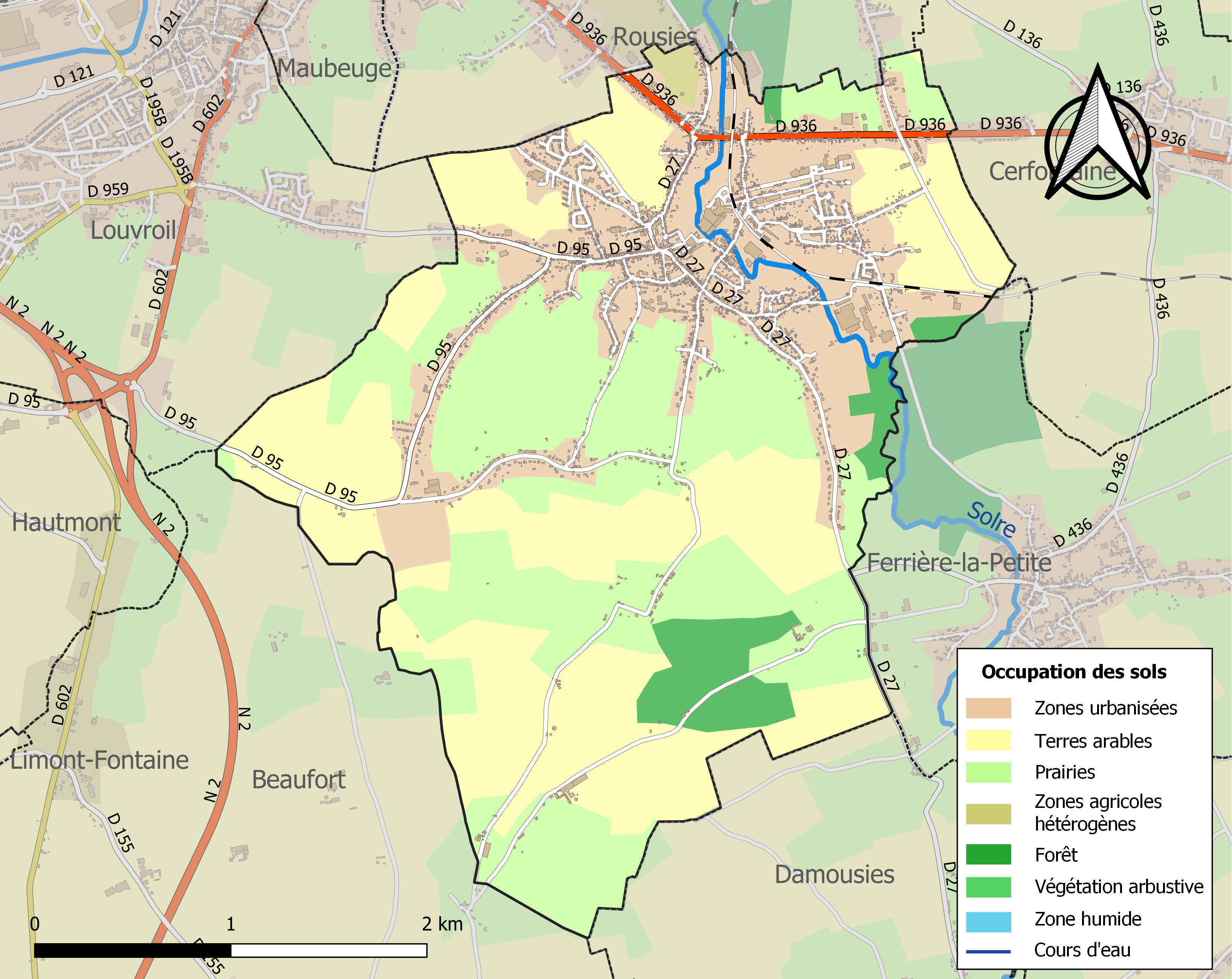
Carte des infrastructures et de l'occupation des sols de la commune en 2018 (CLC).

### Voies de communication et transports
La commune est desservie, en 2024, par les lignes 10 et 62 du réseau Stibus.

## Toponymie

### Microtoponymie
- La Machine : est un lieu ainsi appelé parce que M. Daret, directeur de la Manufacture d'armes de Maubeuge y construisit, en 1715 un établissement qui renfermait une des principales machines de sa fabrique[20].
- L'Épreuve: est un lieu-dit situé à l'extrémité des Trieux, c'est l'endroit où étaient essayées les armes de la manufacture.
- La Belle Hôtesse : est un lieu-dit situé le long de la route de Cerfontaine. À cet endroit existait au XVIIIe siècle, une auberge ou hostellerie tenue par une femme renommé pour sa beauté.
- Trieux : existe dans beaucoup de communes ; il désigne un terrain inculte, sec, et rocailleux. Il n'y avait guère d'habitations sur les Trieux avant l'installation du Haut-fourneau de M. Dumont.
- Bois Castiau : forme d'ancien picard du mot château, il désignait une ancienne position militaire.
- Bérimont : est un lieu-dit dont l'ancienne forme devait être *Boerimont (non attesté), son nom serait issu de boerie « métairie » et mont « hauteur, élévation, butte », d'où le sens global de « butte de la métairie ». Cependant, l'évolution phonétique aurait dû se faire en *Borimont. Il s'agit plus vraisemblablement, soit d'un toponyme médiéval en -mont précédé de l'anthroponyme germanique Bero, Berin[21], soit encore d'un plus ancien toponyme gaulois *Beriacum, reposant sur le nom de personne gaulois Berius, cité par Albert Dauzat et Charles Rostaing[22], suivi du suffixe -acum, auquel a été adjoint -mont à l'époque médiévale. C'est sans doute le nom de lieu-dit le plus ancien.
- Trieu de la Galette : est un nom qui a été altéré ; situé sur la route de Beaufort, laquelle est dénommé au cadastre Chemin de la Canelle et sur d'anciens écrits Chemin de Canée ; ce lieu est appelé Rieu de Canée dans des actes du XVIIe siècle.
- Le Marais : est un endroit fangeux, limité par le ruisseau des Besaces ; c'est actuellement la place Gambetta. Au XVIe siècle, il est mentionné sous la forme maree, graphie picarde.
- Trieux Baudet : est un endroit couvert de chardons où l'on avait coutume de faire paître les ânes ou du nom d'un personnage nommé Bauldet, le surnom de l'âne étant issu d'un anthroponyme. Ce lieu-dit est mentionné * Trieu Bauldet dans un compte de l'église datant de 1678.
- Marlière : est un lieu-dit situé à l'extrémité du Trieu Baudet, le long de l'ancien chemin de Beaufort. Tous les endroits portant ce nom viennent de ce qu'on y tirait de la marne, variante marle + suffixe -ière.
- Roquette: signifie « petit roc ». Une roquette était autrefois une défense établie en avant, ou dominant un lieu à préserver de l'incursion ennemie, d'où le sens secondaire de « château ».
- La Belle Vue : tire son nom du panorama que l'on découvre du haut de ce point culminant sur Ferrière et ses environs.
- Le Bourdiau : est un lieu-dit, forme picarde francisée en Bourdeau dans des parchemins du XVIe siècle et qui signifie bordel au sens ancien de « petite maison isolée » ; il est situé à proximité des trois sources et du bonnier à surjeons (petites sources), d'où l'explication « bord d'iau » ou « bord d'eau » qui relève cependant d'une étymologie populaire.
- Les Besace : sont un lieu-dit situé près du Bourdiau. C'est un terrain couvert de trous en forme de besaces, de poches.

## Histoire

### Origines
De la signification de Ferrière à la découverte de vieux madriers et d'outils rudimentaires attribués aux Mérovingiens, tout concourt à rappeler combien l'exploitation du minerai de fer a conditionné l'apparition des premiers établissements humains en ces lieux. Sans le fer, Ferrière n'aurait probablement jamais connu un tel développement.
C'est pour bénéficier des ressources du sous-sol (fer, Chaux, pierre, terre à poteries…), du cours rapide de la Solre mais aussi pour garantir l'approvisionnement de sa place stratégique frontalière que s'implante en 1715 une manufacture royale d'armes. La machine – c'est le nom que lui attribuent les ruraux de l'époque – fait la prospérité du bourg. Elle cède la place, en 1830, aux premiers hauts fourneaux du Nord. Les minerais sont exploités dans l'étendue de la concession faite au propriétaire et maître de forge, M. Dumont.

### Période pré-industrielle
Pendant l'Ancien Régime, Ferrière-la-Grande est le chef-lieu d'une grande paroisse dépendant principalement de l'abbaye bénédictine d'Hautmont. La cense de Rémont aurait d'ailleurs été fondée au VIIe siècle par une colonie moniale détachée pour défricher et mettre en valeur les terres.
La seigneurie est très convoitée, au point que privilèges ecclésiastiques et juridiction échevinale se superposent difficilement. La plupart des 36 feux que compte Ferrière en 1469 se répartissent autour d'un noyau central occupé par le pouvoir religieux et constitué par l'église, le presbytère, l'hôtel-dieu et le moustier (petit monastère). 181 ans plus tard, seules 20 maisons supplémentaires ont été érigées. Si faible soit-elle, l'urbanisation conforte pourtant au fil des siècles le point nodal et rayonne le long des grands axes en direction d'Hautmont, de Maubeuge et de Solre-le-Château, préfigurant l'actuelle trame urbaine.

### Bourg industriel
C'est l'avènement précoce de l'industrie qui entraîne la métamorphose socio-économique de Ferrière-la-Grande. Le développement du bourg suit celui des établissements Dumont : 903 habitants en 1822, 2 568 en 1866 puis 4 045 en 1906.
Alors que plus tard dans le Val de Sambre, la poussée démographique s'accompagne d'une mutation urbaine dont les formes architecturales reflètent la sociologie de l'époque, il est encore trop tôt pour voir apparaître à Ferrière les types industriels caractéristiques du Hainaut.
Bien entendu, la construction de nouveaux logements se révèle indispensable pour accueillir les contingents d'ouvriers, mais la disponibilité des matériaux (bois et pierre étaient distribués à titre gracieux) et l'état des techniques expliquent le développement d'un habitat dont l'aspect reste majoritairement de type rural hennuyer, avec un emploi de pierres bleues dominant.
Peu à peu, le tissu industriel de la commune s'étoffe : laminoirs Lessafre, fonderie Riquaire, usine Delattre, usine Miroux, usine Auwercx, Cie Duplex, petits ateliers de forges Chef Frères "Forges et Usinage" Marcel Nicodème et de modelages font prospérer la commune.

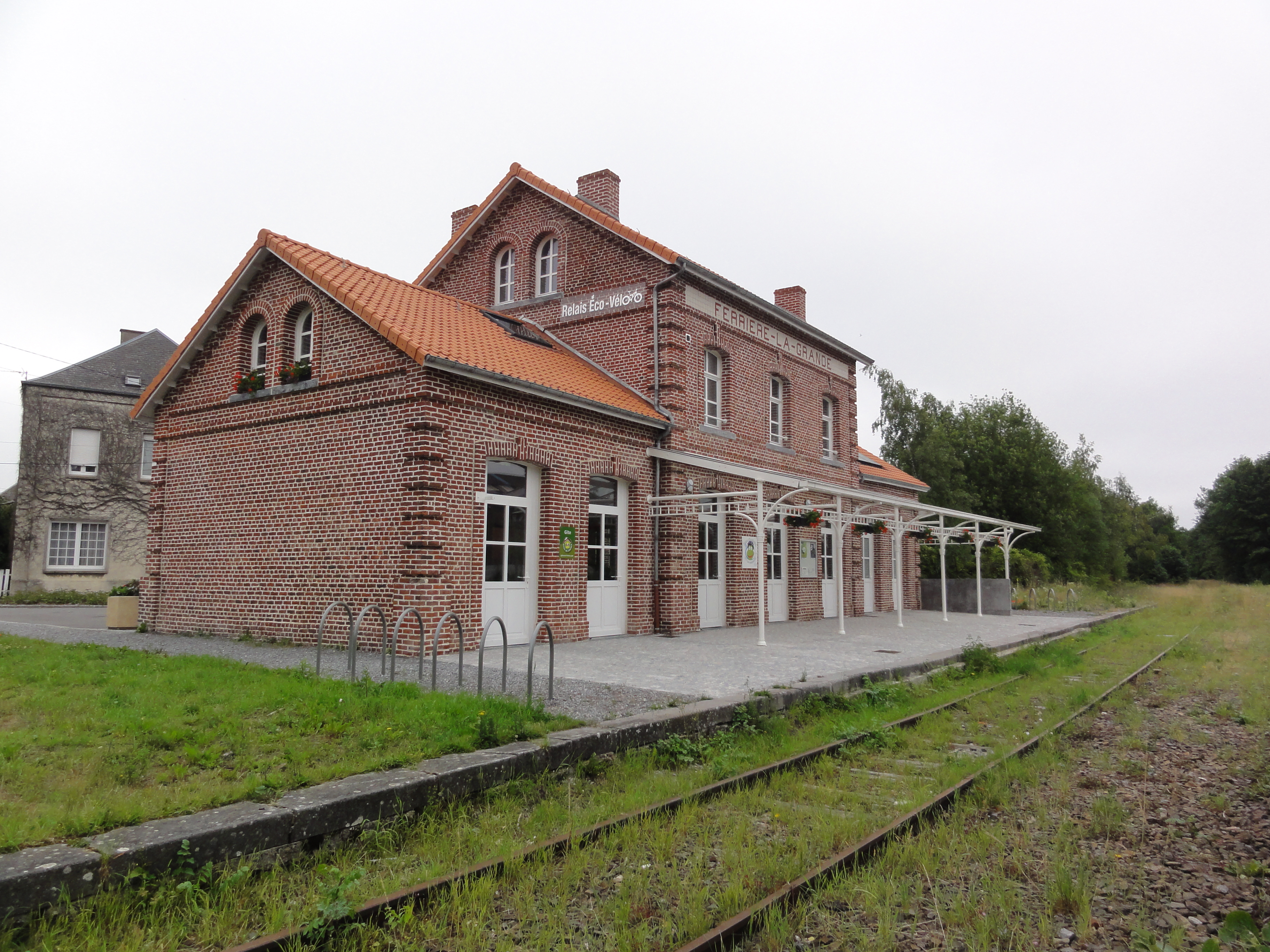
Ancienne gare de Ferrière-la-Grande.

Le 29 août 1885, la ligne de chemin de fer Maubeuge - Fourmies est inaugurée. Le tracé passe par Rousies, Ferrière-la-Grande, Ferrière-la-Petite, Sars-Poteries, Solre-le-Château, Liessies, Trélon. Au début du XXe siècle, le chemin de fer prend une importance considérable et dessert la majeure partie des usines de la cité. Une ligne de tramway relie Ferrière à Maubeuge en 1903, contribuant à renforcer les liens, déjà étroits, entre les deux communes.
C'est aux Trieux, nouveau quartier créé à l'écart du village lors de l'arrivée du chemin de fer, que le style industriel s'exprime le mieux.
Lors de la Première Guerre mondiale, les Allemands arrivent dans la ville de Ferrière-la-Grande le jeudi 27 août 1914. Le village se trouve en zone occupée jusque début novembre 1918.
La section Ferrière-la-Grande - Glageon de la ligne Maubeuge-Fourmies est fermée depuis 1972. En octobre 2003 est inauguré sur son tracé un chemin de randonnée, dénommé « sentier Émeraude ». À la suite de travaux effectués sur un linéaire plus important, (de Ferrière-la-Grande à Glageon), le « sentier Émeraude » est intégré à la « voie verte de l'Avesnois ». L'ancienne gare de Ferrière-la-Grande a été transformée en relais Eco-Vélo.

### Trente glorieuses
En 1963, les corons de la Spie Batignolles sont érigés à proximité de l'établissement. Ils sont sans doute la réalisation la plus représentative de cette période productiviste dans la commune.
La proximité des grands axes routiers (RN2/RN49), la position privilégiée par rapport à Maubeuge confère à Ferrière-la-Grande une grande attractivité résidentielle. On assiste à une extension pavillonnaire le long des voies vers Cousolre, Louvroil, et surtout aux abords de la rue du fort. Sans doute faut-il y voir la conséquence d'un certain laxisme des documents de planification urbaine. À l'Est, apparaissent des réalisations concertées sous forme de maisons individuelles groupées ou de petits collectifs.

## Politique et administration

### Rattachements administratifs et électoraux

#### Rattachements administratifs
La commune se trouve  dans l'arrondissement d'Avesnes-sur-Helpe du département du Nord.
Elle faisait partie de 1793 à 1910  du canton de Maubeuge, année où celui-ci est scindé et la commune rattachée au canton de Maubeuge-Sud. Dans le cadre du redécoupage cantonal de 2014 en France, cette circonscription administrative territoriale a disparu, et le canton n'est plus qu'une circonscription électorale.

#### Rattachements électoraux
Pour les élections départementales, la commune fait partie depuis 2014 du canton de Maubeuge
Pour l'élection des députés, elle fait partie de la troisième circonscription du Nord.

### Intercommunalité
Ferrière-la-Grande est membre fondateur de la communauté d'agglomération Maubeuge Val de Sambre, un établissement public de coopération intercommunale (EPCI) à fiscalité propre créé initialement en 2001 et auquel la commune a transféré un certain nombre de ses compétences, dans les conditions déterminées par le code général des collectivités territoriales.

### Tendances politiques et résultats
Lors du second tour des élections municipales de 2014 dans le Nord, la liste DVG menée par le maire sortant Philippe Dronsart obtient la majorité absolue des suffrages exprimés, avec 1 277 voix (54,08 %, 23 conseillers municipaux élus dont 2 communautaires), devançant significativement celle DVD menée par Jean-Philippe Delbart (1 084 voix, 45,91 %, 6 conseillers municipaux élus dont 1 communautaire).

Lors de ce scrutin, 34,81 % des électeurs se sont abstenus.
Lors du premier tour des élections municipales de 2020 dans le Nord, la liste PS menée par Benoît Courtin — qui bénéficiait du soutien du maire sortant Philippe Dronsart qui ne se représentait pas — obtient la majorité absolue des suffrages exprimés avec 1 009 voix (59,98 %, 23 conseillers municipaux élus dont 2 communautaires), devançant très largement la liste DVD menée par Jean-Philippe Delbart, qui a recueilli 673 voix (40,01 %, 6 conseillers municipaux élus dont 1 communautaire).

Lors de ce scrutin marqué par la pandémie de Covid-19 en France, 54,41 % des électeurs se sont abstenus,.

### Liste des maires
| Période | Période | Identité         | Étiquette | Qualité |
| ------- | ------- | ---------------- | --------- | ------- |
| 1704    | 1705    | Claude Raout     |           |         |
| 1705    | 1706    | Jean Mercier     |           |         |
| 1707    | 1708    | André Renon      |           |         |
| 1708    | 1709    | Mathieu De Havay |           |         |
| 1709    | 1710    | Laurent Pierart  |           |         |

Maire en 1802-1803 : Montreuil aîné.
Maire en 1807 : Mailliet.

Maire en 1808 : Neuillet.
| Période         | Période                       | Identité               | Étiquette   | Qualité |
| --------------- | ----------------------------- | ---------------------- | ----------- | --- |
| 1860            | 1864                          | Pierre François Dumont |             | |
| 1878            | 1884                          | Philippe Willame       |             | |
| 1888            | 1892                          | Cauderlier             |             | |
| 1892            | 1908                          | Ernest Lesaffre        | Républicain | |
| 1908            | 1920                          | Alfred Willame         |             | |
| 1920            | 1926                          | Olivier Soumillon      |             | |
| 1926            | 1927                          | Romain Duchâteau       |             | |
| 1927            | 1932                          | Alphonse Splingard     |             | |
| 1932            | 1933                          | Deudon                 |             | |
| 1933            | 1939                          | Émile Bottieau         |             | |
| 1939            | 1942                          | Hubert Delvaux         |             | |
| 1942            | mai 1945                      | Marcel Gillet          |             | |
| mai 1945        | mars 1959                     | Léonce Delens          |             | |
| mars 1959       | mars 1977                     | Gilbert Annaert        | UDR         | |
| mars 1977       | janvier 2004                  | Michel Dorchies        | PS          | Médecin |
| 25 janvier 2004 | mai 2020                      | Philippe Dronsart      | PS          | Cadre du secteur privé Conseiller général de Maubeuge-Sud (2004 → 2015)                                                   |
| mai 2020        | En cours (au 2 décembre 2020) | Benoît Courtin         | PS          | Collaborateur d'élus Ancien directeur général des services de la ville (2017 → 2020) Vice-président de la CAMVS (2020 → ) |

## Population et société

### Démographie

#### Évolution démographique
L'évolution du nombre d'habitants est connue à travers les recensements de la population effectués dans la commune depuis 1793. Pour les communes de moins de 10 000 habitants, une enquête de recensement portant sur toute la population est réalisée tous les cinq ans, les populations de référence des années intermédiaires étant quant à elles estimées par interpolation ou extrapolation. Pour la commune, le premier recensement exhaustif entrant dans le cadre du nouveau dispositif a été réalisé en 2007.

En 2022, la commune comptait 5 167 habitants, en évolution de −2,71 % par rapport à 2016 (Nord : +0,51 %, France hors Mayotte : +2,11 %).
| 1793 | 1800 | 1806 | 1821 | 1831  | 1836  | 1841  | 1846  | 1851  |
| ---- | ---- | ---- | ---- | ----- | ----- | ----- | ----- | ----- |
| 741  | 745  | 818  | 903  | 1 021 | 1 161 | 1 217 | 1 357 | 1 493 |

| 1856  | 1861  | 1866  | 1872  | 1876  | 1881  | 1886  | 1891  | 1896  |
| ----- | ----- | ----- | ----- | ----- | ----- | ----- | ----- | ----- |
| 1 787 | 2 046 | 2 568 | 2 494 | 2 668 | 3 175 | 4 004 | 3 480 | 3 719 |

| 1901  | 1906  | 1911  | 1921  | 1926  | 1931  | 1936  | 1946  | 1954  |
| ----- | ----- | ----- | ----- | ----- | ----- | ----- | ----- | ----- |
| 3 992 | 4 045 | 4 294 | 4 030 | 4 256 | 4 300 | 4 269 | 4 177 | 4 515 |

| 1962  | 1968  | 1975  | 1982  | 1990  | 1999  | 2006  | 2007  | 2012  |
| ----- | ----- | ----- | ----- | ----- | ----- | ----- | ----- | ----- |
| 5 263 | 5 346 | 5 703 | 5 611 | 5 746 | 5 672 | 5 481 | 5 457 | 5 365 |

| 2017  | 2022  | - | - | - | - | - | - | - |
| ----- | ----- | - | - | - | - | - | - | - |
| 5 301 | 5 167 | - | - | - | - | - | - | - |

#### Pyramide des âges
La population de la commune est relativement jeune.
En 2018, le taux de personnes d'un âge inférieur à 30 ans s'élève à 38,3 %, soit en dessous de la moyenne départementale (39,5 %). À l'inverse, le taux de personnes d'âge supérieur à 60 ans est de 24,1 % la même année, alors qu'il est de 22,5 % au niveau départemental.
En 2018, la commune comptait 2 514 hommes pour 2 778 femmes, soit un taux de 52,49 % de femmes, légèrement supérieur au taux départemental (51,77 %).
Les pyramides des âges de la commune et du département s'établissent comme suit.
| Hommes | Classe d’âge | Femmes |
| ------ | ------------ | ------ |
| 0,6    | 90 ou +      | 1,7    |
| 5,5    | 75-89 ans    | 9,3    |
| 15,2   | 60-74 ans    | 15,6   |
| 19,2   | 45-59 ans    | 18,3   |
| 19,1   | 30-44 ans    | 18,9   |
| 18,9   | 15-29 ans    | 16,8   |
| 21,6   | 0-14 ans     | 19,5   |

| Hommes | Classe d’âge | Femmes |
| ------ | ------------ | ------ |
| 0,5    | 90 ou +      | 1,4    |
| 5,3    | 75-89 ans    | 8,1    |
| 14,8   | 60-74 ans    | 16,2   |
| 19,1   | 45-59 ans    | 18,4   |
| 19,5   | 30-44 ans    | 18,7   |
| 20,7   | 15-29 ans    | 19,1   |
| 20,2   | 0-14 ans     | 18     |

## Culture locale et la patrimoine

### Lieux et monuments
- Mairie, construite vers 1832
- Église Saint-Amand, de 1872-1880.
- Chapelle du Bon-Vouloir, avec une chronogramme : « plo zeLo DoMInoe ConseCrant », ce qui donne la date de 1752 (ILDMICC).
- L'ancienne gare et le sentier Émeraude, piste de randonnée sur le tracé de l'ancienne voie ferrée.

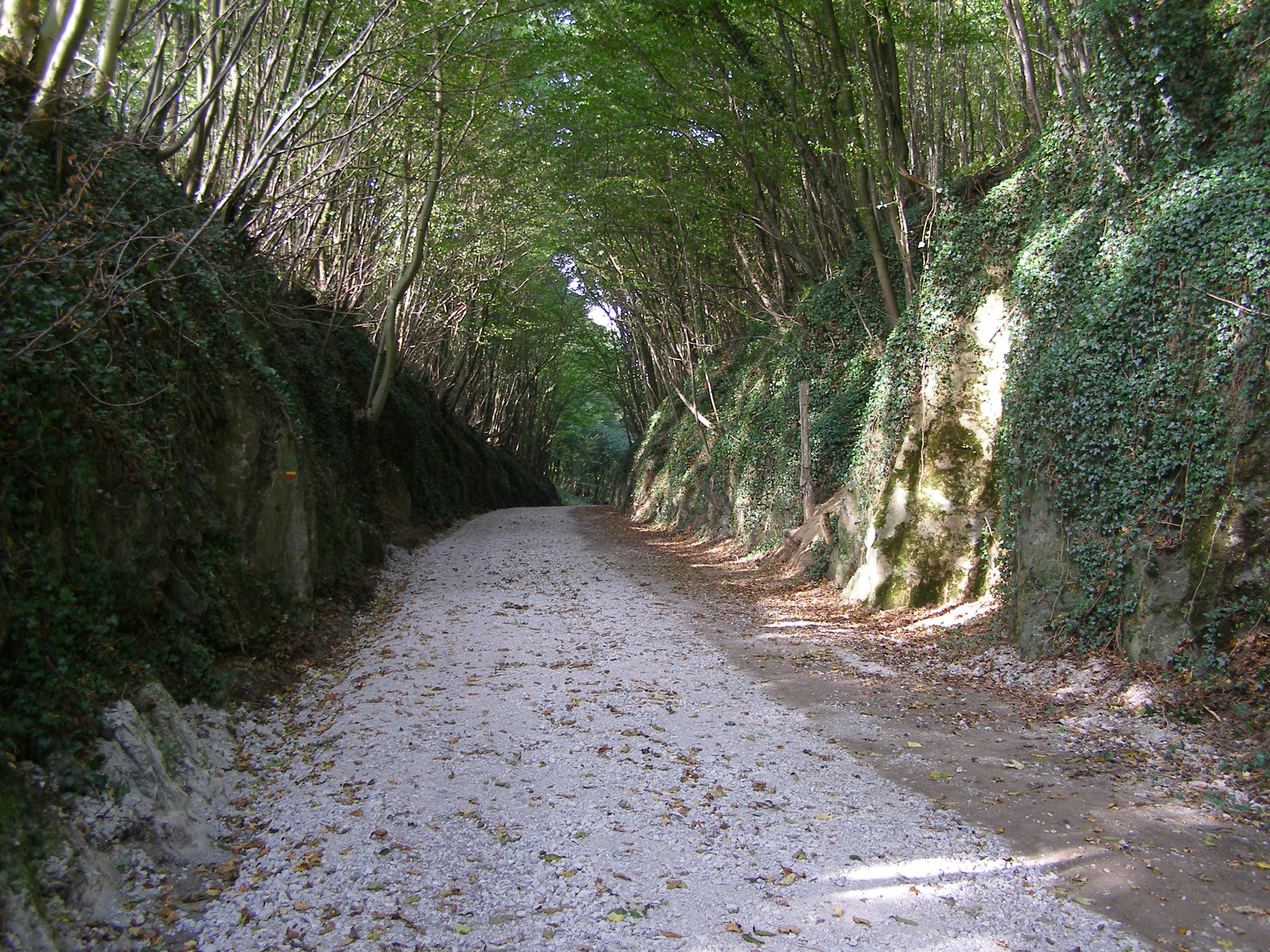
Portion du sentier émeraude.
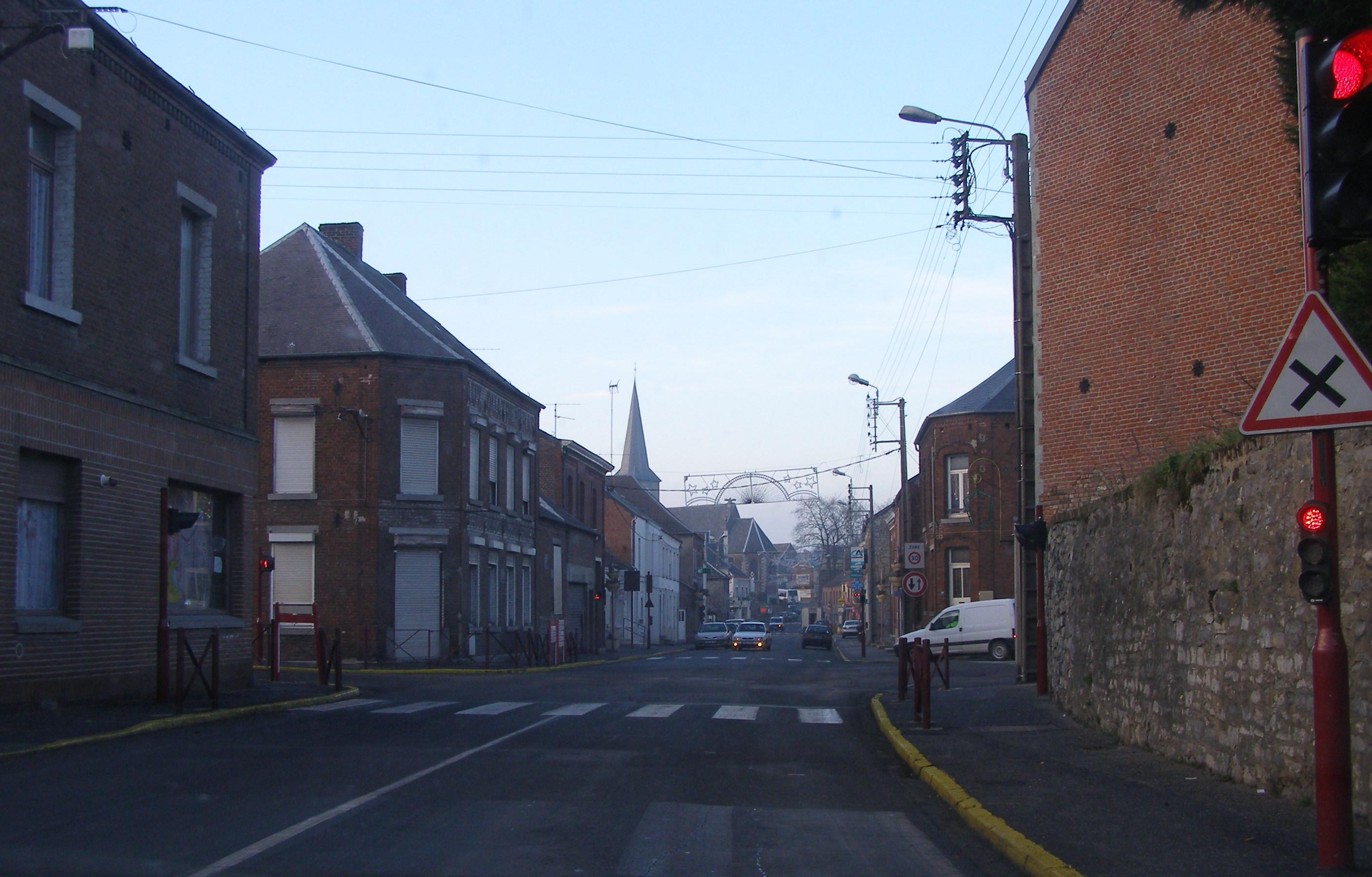
Le centre du village.
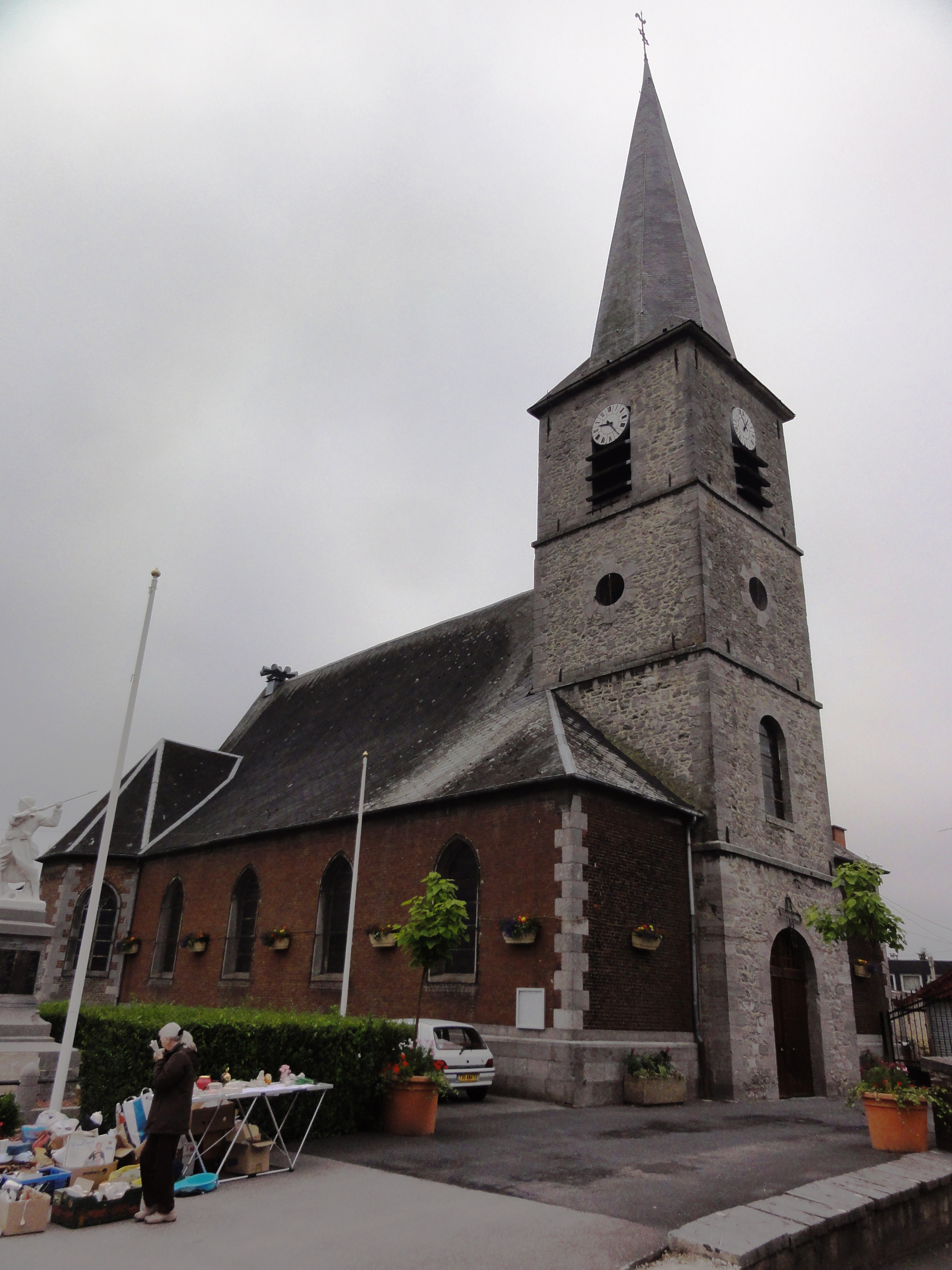
L'église Saint-Amand.

### Personnalités liées à la commune
- André Pierre Leclercq, qui a pris le pseudonyme de Luc Bérimont (1915-1983) : écrivain et poète qui a passé son enfance à Ferrières-la-Grande..

### Héraldique
| Blason de Ferrière-la-Grande | Blason  | Écartelé : aux 1 et 4, d'argent à trois fasces de gueules ; aux 2 et 3, d'argent à trois doloires de gueules, les deux du chef adossées. |
| Blason de Ferrière-la-Grande | Détails | Plusieurs villages de l'arrondissement d'Avesnes-sur-Helpe possèdent les mêmes armoiries : Étrœungt, Féron, Lez-Fontaine, Ferrière-la-grande, Rousies, Solre-le-Château et Solrinnes, ainsi que Bermerain dans l'arrondissement de Cambrai et Sivry-Rance en Belgique dans le Hainaut. Cette similitude est due au fait que ces villages appartenaient à la famille de Croÿ-Renty. Autre coïncidence, cinq de ces villages sont arrosés par la Solre : Lez-Fontaine, Ferrière-la-grande, Rousies, Solre-le-Château et Solrinnes. Le statut officiel du blason reste à déterminer. |

## Pour approfondir